# بارت کونر
بارت کونر (به انگلیسی: Bart Conner) ژیمناست زادهٔ ۲۸ مارس ۱۹۵۸ میلادی اهل کشور ایالات متحده آمریکا است.